# Rubus fissipetalus
Rubus fissipetalus är en rosväxtart som beskrevs av P. J. Müll.. Rubus fissipetalus ingår i släktet rubusar, och familjen rosväxter. Inga underarter finns listade i Catalogue of Life.